# Vriesea croceana
Vriesea croceana là một loài thuộc chi Vriesea. Đây là loài đặc hữu của Brasil.